# Tajimi
Tajimi (多治見市 Tajimi-shi?) es una ciudad ubicada en Gifu, Japón. A 1  de enero de  2019, la ciudad tenía una población estimada de 111.029 en 46.580 hogares y una densidad de población de 1200 personas por km². El área total de la ciudad era 117,01 kilómetros cuadrados (45,2 mi²). La ciudad es famosa por su producción de cerámica de Mino, especialmente en los estilos Oribe y Seto. Tajimi es miembro de la Alianza para Ciudades Saludables (AFHC) de la Organización Mundial de la Salud.

## Geografía

### Clima
La ciudad tiene un clima caracterizado por veranos calurosos y húmedos e inviernos relativamente fríos (clasificación climática de Köppen Cfa). La temperatura media anual en Tajimi es de 15.2 °C. La precipitación media anual es de 1855 mm con septiembre como el mes más lluvioso. Las temperaturas son más altas en promedio en agosto, alrededor de 34,1 °C, y el más bajo en enero, alrededor de -2.3 °C. Tajimi estableció el récord de la temperatura diurna más alta registrada en Japón de 40.9˚ Celsiusi el 16 de agosto de 2007.  
| Parámetros climáticos promedio de Tajimi, Gifu (1981～2010) | Parámetros climáticos promedio de Tajimi, Gifu (1981～2010) | Parámetros climáticos promedio de Tajimi, Gifu (1981～2010) | Parámetros climáticos promedio de Tajimi, Gifu (1981～2010) | Parámetros climáticos promedio de Tajimi, Gifu (1981～2010) | Parámetros climáticos promedio de Tajimi, Gifu (1981～2010) | Parámetros climáticos promedio de Tajimi, Gifu (1981～2010) | Parámetros climáticos promedio de Tajimi, Gifu (1981～2010) | Parámetros climáticos promedio de Tajimi, Gifu (1981～2010) | Parámetros climáticos promedio de Tajimi, Gifu (1981～2010) | Parámetros climáticos promedio de Tajimi, Gifu (1981～2010) | Parámetros climáticos promedio de Tajimi, Gifu (1981～2010) | Parámetros climáticos promedio de Tajimi, Gifu (1981～2010) | Parámetros climáticos promedio de Tajimi, Gifu (1981～2010) |
| Mes                                                         | Ene.                                                        | Feb.                                                        | Mar.                                                        | Abr.                                                        | May.                                                        | Jun.                                                        | Jul.                                                        | Ago.                                                        | Sep.                                                        | Oct.                                                        | Nov.                                                        | Dic.                                                        | Anual                                                       |
| ----------------------------------------------------------- | ----------------------------------------------------------- | ----------------------------------------------------------- | ----------------------------------------------------------- | ----------------------------------------------------------- | ----------------------------------------------------------- | ----------------------------------------------------------- | ----------------------------------------------------------- | ----------------------------------------------------------- | ----------------------------------------------------------- | ----------------------------------------------------------- | ----------------------------------------------------------- | ----------------------------------------------------------- | ----------------------------------------------------------- |
| Temp. máx. media (°C)                                       | 9.2                                                         | 10.5                                                        | 14.4                                                        | 20.5                                                        | 24.9                                                        | 28.1                                                        | 31.7                                                        | 34.1                                                        | 29.4                                                        | 23.5                                                        | 17.5                                                        | 11.9                                                        | 21.3                                                        |
| Temp. mín. media (°C)                                       | -2.3                                                        | -1.9                                                        | 1.3                                                         | 6.8                                                         | 12.0                                                        | 17.3                                                        | 21.5                                                        | 22.6                                                        | 18.9                                                        | 11.6                                                        | 5.2                                                         | -0.1                                                        | 9.4                                                         |
| Fuente: Japan Meteorological Agency                         |                                                             |                                                             |                                                             |                                                             |                                                             |                                                             |                                                             |                                                             |                                                             |                                                             |                                                             |                                                             |                                                             |

## Demografía
Según los datos del censo japonés, la población de Tajimi ha aumentado rápidamente en los últimos 40 años. 
| Año del censo | Población |
| ------------- | --------- |
| 1970          | 76,846    |
| 1980          | 87,812    |
| 1990          | 106,213   |
| 2000          | 115,740   |
| 2010          | 112,595   |

## Ciudad hermanada
- Terre Haute, Indiana, Estados Unidos, desde septiembre de 1962.